# Корреспонденция счетов
Корреспонде́нция счето́в — система непрерывной и взаимосвязанной записи бухгалтерских проводок на счетах бухгалтерского сопровождения хозяйственных средств, их источников и операций. Взаимосвязанность достигается путём двойной записи каждой хозяйственной операции на дебете одного счёта и на кредите другого. Между двумя счетами возникает взаимосвязь, которая и называется корреспонденцией, а сами счета — корреспондирующими.

## Определение
Согласно БСЭ корреспонденция счетов — это взаимосвязь бухгалтерских счетов, возникающая при двойной записи в них хозяйственных операций, которая устанавливается единообразно для отражения типовых операций согласно Плану счетов. Корреспонденция счетов учитывается в документах либо на электронных носителях учётной информации, а также в учётных регистрах. Предварительная разметка корреспонденция счетов в первичных документах называется контировкой. Корреспонденция счетов в счётных регистрах облегчает их использование при составлении бухгалтерской отчётности.
Ряд экономистов определяют корреспонденцию счетов как взаимосвязь между бухгалтерскими счетами, нахождение тех счетов бухгалтерского учёта, на которых будет отражаться хозяйственный факт по правилу двойной записи. Корреспондирующие счета — это выбранные для отражения хозяйственного факта бухгалтерские счета.
Согласно БРЭ корреспонденция счетов с указанием суммы операций называется бухгалтерской проводкой.